# Gutierre de Hevia
Pour les articles homonymes, voir Hevia.
Gutierre de Hevia, né à Tortone en Italie, mort le 2 décembre 1772 est un officier de marine espagnol. Il est commandant général de la marine royale espagnole au milieu du XVIIIe siècle.

## Biographie
Il commence sa carrière dans la marine militaire espagnole en 1720. 
En 1761, il est envoyé à La Havane avec une flotte de 12 navires pour défendre la ville d'une attaque attendue de la marine anglaise depuis que l'Espagne était entrée en guerre du côté de la France lors de la guerre de Sept Ans.
En juin 1762, l'armada britannique assiège La Havane bloquant la flotte espagnole dans le port. Les armes et les hommes sont débarqués à terre pour défendre les forts. Mais la ville est finalement prise le 13 août 1762. Gutierre de Hevia ne saborde pas ses navires et ils sont pris intacts par les Anglais.
De retour à Madrid, il est jugé et condamné par une cour martiale. Il est dépouillé de ses titres et assigné à résidence pendant dix ans. Mais, grâce à l'influence de son beau-père Juan José Navarro, il est gracié en 1765.
Il décède le 2 décembre 1772.